# We Can Do It!

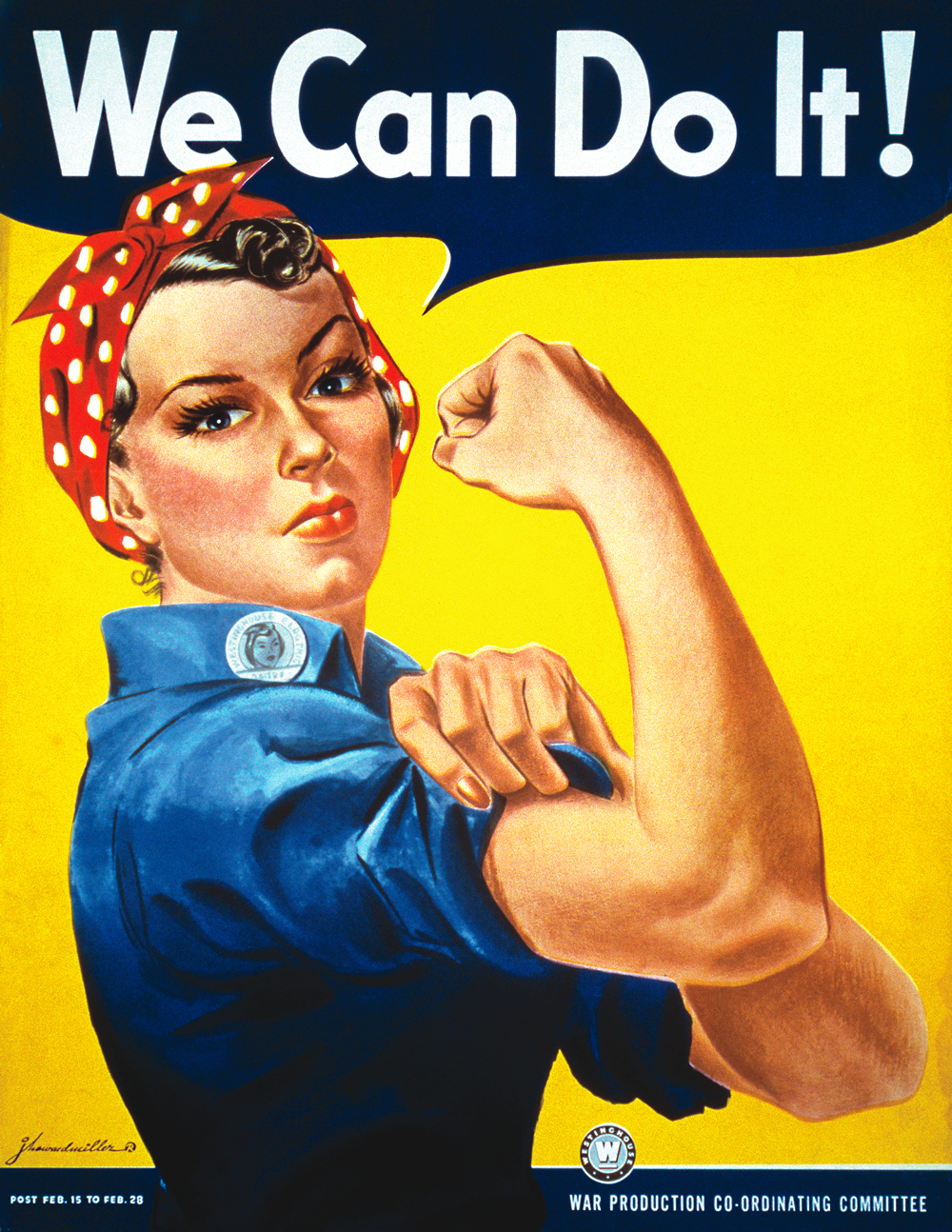
Плакат «We Can Do It!» Джей Говарда Міллера, США 1942 рік

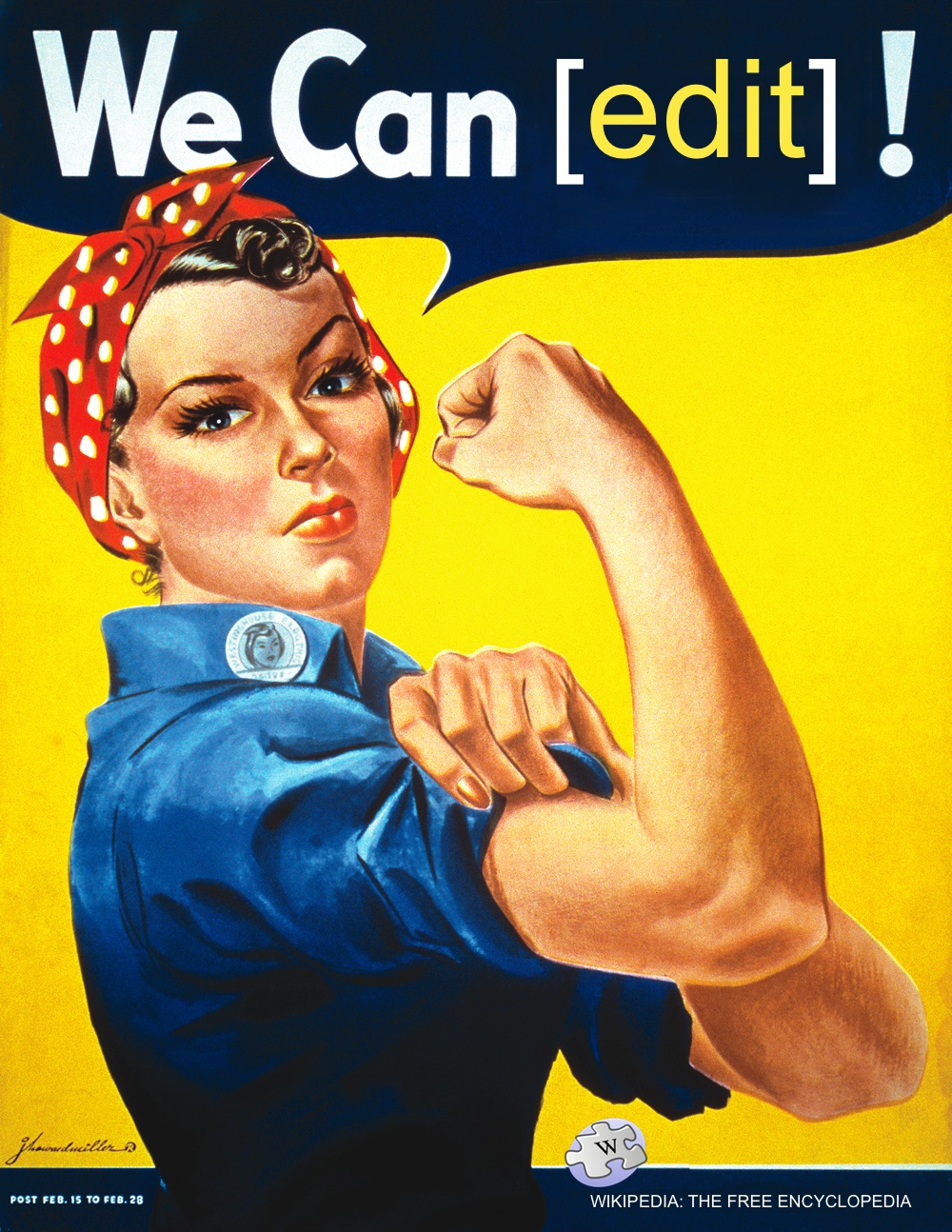
Варіація плакату "Ми можемо редагувати!" для подолання дефіциту жінок у Вікіпедії

«We Can Do It!» («Ми можемо зробити це!») — американський плакат часів Другої світової, створений в 1942 році художником Джей Говардом Міллером (англ. J. Howard Miller). Одне з десяти найбільш затребуваних зображень у Національному управлінні архівів та документації США.  Починаючи з 1980-х років використовується феміністичними та іншими політичними рухами.

## Загальні відомості
Під час Другої світової війни у США через гостру потребу робочих рук в оборонній промисловості, урядом була розпочата національна кампанія, метою якої було залучення домогосподарок до праці на виробництві. На заклик відгукнулись кінематографісти, музиканти та художники. які створювали мотиваційні патріотичні твори.
В 1942 році Джей Говард Міллер на замовлення компанії Westinghouse Electric створив мотиваційний плакат, призначений для підвищення морального духу робітниць.
Зображення використовувалося лише на підприємствах компанії Westinghouse, де його було розповсюджено в лютому 1943 року. Плакат був призначений не для вербування жінок, а як заклик до вже найнятих жінок працювати наполегливо.

## Повоєнна історія
Під час війни плакат був маловідомим, але на початку 1980-х років його відкрили заново і з того часу поширювали в багатьох варіаціях, часто під назвою «We Can Do It!», а іноді й під назвою «Розі-клепальниця» за зразом культового узагальненого образу сильної жінки — працівниці військового виробництва.
Вважалося, що плакат заснований на чорно-білій фотографії із зображенням мічиганської робітниці Джеральдін Дойл, але в 2015 році з'ясувалося, що ймовірніше прообразом плаката була 20-річна верстатниця військового заводу Наомі Паркер.
Починаючи з 1980-х зображення «We Can Do It!» використовувалося феміністськими та іншими політичними рухами і відтоді стійко асоціюється з образом активної, самостійної та вмілої жінки.
Плакат We can do it! зберіг свою канонічність: у 1994 році зображення потрапило на обкладинку журналу Smithsonian Смітсонівської установи, а 1999 року його відтворили на поштовій марці, випущеній у рамках серії з історії Другої світової війни, виробленої поштовою службою США.
2008 року деякі американські політики використовували плакат у своїх агітаційних матеріалах, а 2010 його переробив вуличний художник з Мельбурна на честь Джулії Гіллард, першої жінки на посаді прем'єр-міністра Австралії.